# Zelenogradsky (huyện)
Huyện Zelenogradsky (tiếng Nga: ? райо́н) là một huyện hành chính tự quản (raion), của Tỉnh Kaliningrad, Nga. Huyện có diện tích 916 km², dân số thời điểm ngày 1 tháng 1 năm 2000 là 31100 người. Trung tâm của huyện đóng ở Zelenogradsk.